# Flagstone Pond
Der Flagstone Pond (englisch sinngemäß für Steinplattentümpel) ist ein Tümpel auf Bird Island im Archipel Südgeorgiens im Südatlantik. Er liegt nordöstlich des Stejneger Peak.
Das UK Antarctic Place-Names Committee benannte ihn 2012 deskriptiv, da er in seiner Form einer Fliese oder Steinplatte ähnelt.